# Karibvisseland
Karibvisseland (Dendrocygna arborea) är en nattaktiv visseland som förekommer i Västindien.

## Utseende
Karibivisselanden är en stor (48-56 centimeter) och långhalsad brun and med svartvita teckningar på flankerna. Den är störst och mörkast av alla visseländer, genomgående mörkbrun och mörkast på ryggen, med ljusare ansikte och hals. Näbben är svart. Brun visseland, som förekommer i samma område, är mer gulaktig med ett vitt streck på sidan och vita övre stjärttäckare. Karibvisslenanden utstöter en gäll vissling: tjiriría.

## Utbredning och levnadssätt
Fågeln förekommer i öppna våtmarker i Bahamas, Stora Antillerna och norra Små Antillerna Den är huvudsakligen men kan göra lokala rörelser på 100 km eller mer. Boet placeras i trädhål, på grenar, bland bromelior eller på marken. Fågeln lägger tio till 16 ägg. 
Karibvisselanden har för vana att vila uppe i träd vilket är orsak till dess vetenskapliga artepitet arborea. Arten är mestadels nattlevande och tillbakadragen. Den lever av vegetatibilisk föda, bland annat frukt från palmer av typen Roystonea.

## Status och hot
Världspopulationen är liten och består endast av 10.000-20.000 individer. Den har tidigare minskat i antal till följd av habitatförstöring av våtmarker, jakt, äggplockning och miljögifter. Numera tros den tros den återhämta sig i delar av utbredningsområdet till följd av framgångsrika bevarandeåtgärder. Sedan 2019 anser internationella naturvårdsunionen IUCN att den inte längre är hotad, men för den till kategorin nära hotad eftersom den fortfarande är beroende av bevarandeåtgärder och att den riskerar att minska i antal i framtiden till följd av klimatförändringar.

## Bilder

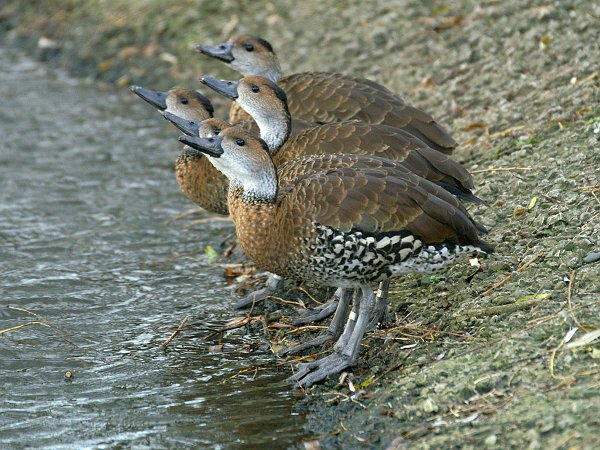
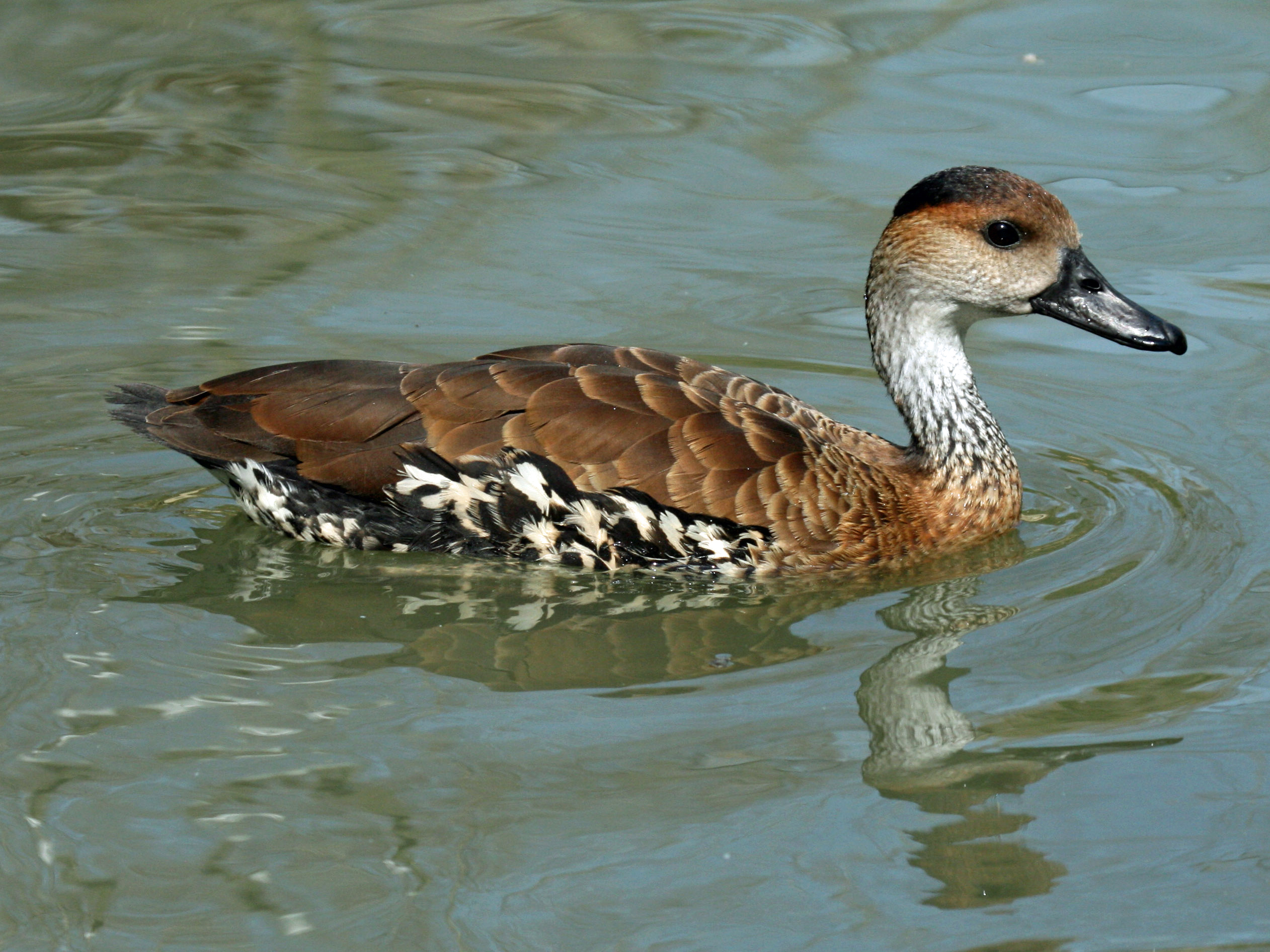
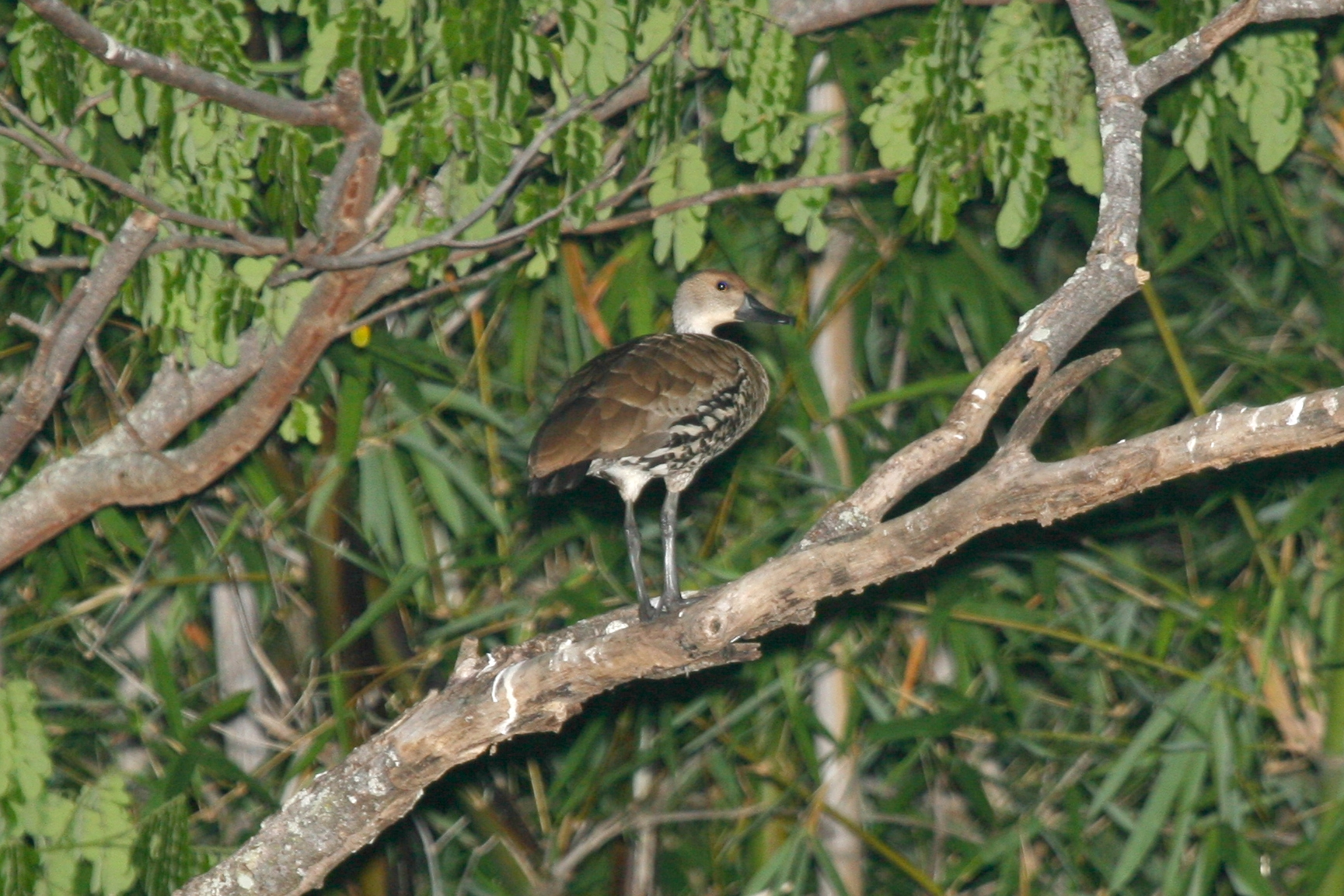
Vilar uppe i träd.